# Zoé Félix

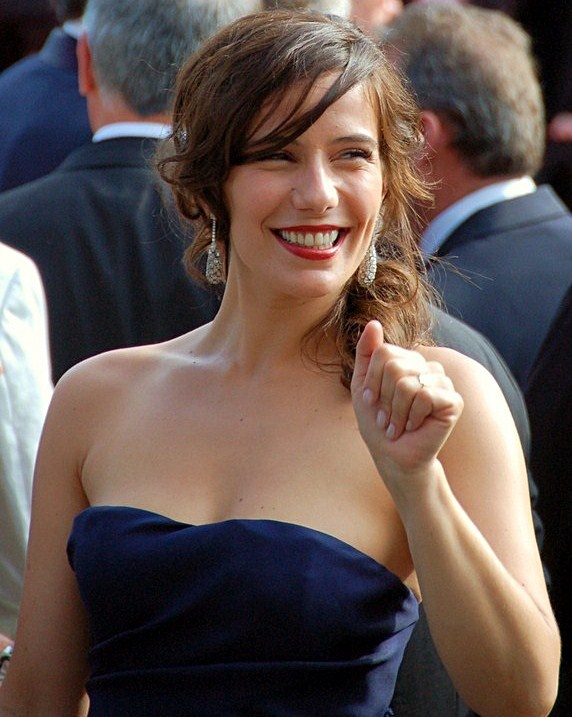
Zoé Félix im Jahre 2008

Zoé Félix (* 7. Mai 1976 in Paris) ist eine französische Schauspielerin.

## Leben
Zoé Félix’ Mutter ist Presseagentin mit italienischen Wurzeln, ihr Vater Konzertveranstalter mit korsischen Wurzeln. Ihre Eltern trennten sich, als sie sechs Jahre alt war. Mit 17 Jahren wird sie auf der Straße von der Schauspielerin und Schauspielagentin Myriam Bru entdeckt, die ihr anbietet, an Castings teilzunehmen. 1998 sammelte sie erste Schauspielerfahrungen in Olivier Dahans Film Déjà mort. Zoé Félix wurde in Deutschland besonders durch die französische Komödie Willkommen bei den Sch’tis bekannt, in der sie die Rolle der Julie Abrams spielt.
2008 übernahm sie in der zweiten Staffel der Fernsehserie Clara Sheller – Verliebt in Paris die Rolle der Hauptfigur, die in der ersten Staffel noch von Mélanie Doutey dargestellt worden war. 
Félix ist auch alsTheaterschauspielerin aktiv. 2014 stand sie in dem Stück Ein Mann sieht rosa (Le Placard) von Francis Veber unter der Regie des Autors auf der Bühne des Théâtre des Nouveautés. 2016 gehörte sie zum Ensemble des Stücks Je vous écoute von Bénabar und Héctor Cabello Reyes unter der Regie von Isabelle Nanty, diesmal im Théâtre Tristan-Bernard.

## Filmografie (Auswahl)
- 1998: Déjà mort
- 2001: H (Fernsehserie, Episode 3x17)
- 2001: Vent de poussières (Fernsehfilm)
- 2001: Les redoutables (Fernsehserie, Episode 1x03)
- 2003: La beuze
- 2003: Osmose
- 2003: Die Herzen der Männer (Le Cœur des hommes)
- 2003: Zéro un
- 2004: L'incruste
- 2005: L'anniversaire
- 2006: Toute la beauté du monde
- 2006: Sable noirs (Fernsehserie, Episode 1x04)
- 2007: Un train de retard (Kurzfilm)
- 2007: Die Herzen der Männer 2 (Le Cœur des hommes 2)
- 2008: Willkommen bei den Sch’tis (Bienvenue chez les Ch'tis)
- 2008: Clara Sheller – Verliebt in Paris (Clara Sheller, Fernsehserie, 6 Episoden)
- 2010: Caged (Captifs)
- 2010: Darwin 2.0 (Fernsehfilm)
- 2013: Studio illegale
- 2013: Grand Départ
- 2013: Die Herzen der Männer 3 (Le Cœur des hommes 3)
- 2015: Le placard (Fernsehfilm)
- 2016: Prof T. (Fernsehserie, 6 Episoden)
- 2016: Uchronia
- 2022: Léo Mattéï, Brigade des Mineurs (Fernsehserie, 6 Episoden)

## Auszeichnungen (Auswahl)
- 2004: Shooting Star – Auszeichnung in der Kategorie Schauspielerin Frankreichs
- 2010: Screamfest Horror Film Festival – Auszeichnung in der Kategorie Beste Schauspielerin für Caged